# Jevgenia Kanajeva
Jevgenia Olegovna Kanajeva (Russisch: Евгения Олеговна Канаева) (Omsk, 2 april 1990) is een Russisch ritmisch gymnaste. Zij is de eerste die bij ritmische gymnastiek twee Olympische allround-medailles wist te winnen, en op de wereldkampioenschappen in 2009 en 2011 haalde ze alle zes de titels. 

## Einde carrière
Na de Olympische Spelen van 2012 besloot Kanajeva te stoppen met trainen, mede omdat ze was verkozen tot vicevoorzitter van de Russische federatie voor ritmische gymnastiek.